# La Sarraz
La Sarraz é uma comuna da Suíça, situada no distrito de Morges, no cantão de Vaud. Tem 7,71 km² de área e sua população em 2018 foi estimada em 2.595 habitantes.